# 工藤干城
工藤 干城（くどう たてき、1855年（安政2年4月）- 1916年（大正5年）5月2日）は、明治から大正初期の地主、実業家、政治家。衆議院議員、愛媛県新居郡神戸村長。旧姓・三並。

## 経歴
伊予国新居郡中野村（愛媛県新居郡中野村、神戸村を経て現西条市）で三並家に生れ、その後、神戸村の工藤淑三の養子となる。漢学を修めた。農業を営む。
自由民権運動に加わり、植松暢美らと政治団体・正志社を結成。大同団結運動では大同派東予倶楽部で活躍した。1883年（明治16年）愛媛県会議員に選出され、1894年（明治27年）3月まで在任し、同常置委員も務めた。
1894年（明治27年）3月、第3回衆議院議員総選挙（愛媛県第4区、自由党）で当選し、弥生倶楽部に所属し衆議院議員に1期在任。同年9月の第4回総選挙（愛媛県第4区、自由党）では藤田達芳に敗れて落選した。
1897年（明治30年）神戸村長となり、新居郡会議員も務めた。実業界では、西条銀行重役、西条織物重役などに在任した。

## 親族
- 二男 工藤養次郎（神戸村長、愛媛県会議員）[3]